# Glerá
A Glerá folyó Izland északi részén található. A folyó a Tröllaskagi-félsziget hegyeinek gleccsereiből ered, ám az olvadékvizeken kívül a Glerá-völgy néhány forrása is táplálja. Mielőtt elérné a tengert Eyjafjörðurnál, keresztülfolyik Akureyri városán. A folyó a torkolatánál kiépítette az Oddeyri homokpadot. 
A folyó az iparosodás óta komoly szerepet játszik a sziget gazdaságában, mivel gátakat létesítettek rajta annak érdekében, hogy hasznosítsák vízenergiáját. Az eredeti vízerőműből mára csak a gátak maradtak, ám 2005. augusztus 27-én új vízerőművet nyitottak meg. Az új vízerőművet a réginek a tiszteletére emelték. 
A folyó korábban elválasztotta Akureyri birtokát Glerá falutól, ám a 20. század elején a két település összeolvadt.

## Fordítás
Ez a szócikk részben vagy egészben  a   Glerá című angol Wikipédia-szócikk ezen változatának fordításán alapul.  Az eredeti cikk szerkesztőit annak laptörténete sorolja fel. Ez a jelzés csupán a megfogalmazás eredetét és a szerzői jogokat jelzi, nem szolgál a cikkben szereplő információk forrásmegjelöléseként.